# Ambivina filobasidia
Ambivina là một chi nấm thuộc họ Corticiaceae. Là một chi đơn loài, nó chứa loài duy nhất Ambivina filobasidia, được B. Katz mô tả vào năm 1974..